# ブレヴェスニク
ブレヴェスニク（ロシア語: Буревестник）は、サハリン州択捉島の村。単冠湾の西岸に位置する。島最大のブレヴェスニク空港所在地である。人口は53人（2014年時点）。
当該地域の領有権に関する詳細は千島列島及び北方領土問題の項目を、現状に関してはサハリン州#クリル管区、択捉島#ソ連崩壊後の択捉島の項目を参照のこと。